# Trude Simonsohn
Trude Simonsohn (* 25. März 1921 in Olmütz, Tschechoslowakei; † 6. Januar 2022 in Frankfurt am Main) war eine deutsche Holocaustüberlebende des KZ Auschwitz und Sozialarbeiterin.

## Leben
Trude Simonsohn wurde als Tochter des Getreide-Kommissionärs Maximilian Gutmann und seiner Ehefrau Theodora Appel geboren. Sie wuchs zweisprachig und als Einzelkind in einem liberal-jüdischen Elternhaus auf. Sie besuchte in ihrer Heimatstadt eine tschechische Grundschule und das deutsche Gymnasium.
Nach dem Einmarsch der Wehrmacht im Zuge der deutschen Annexion der Tschechoslowakei und der späteren Umwandlung in das Protektorat Böhmen und Mähren wurde ihr als Jüdin eine Berufsausbildung verweigert. Ihr Vater wurde bereits am 1. September 1939 verhaftet und in das KZ Buchenwald verschleppt und danach im KZ Dachau ermordet. Ihre Mutter wurde später im KZ Auschwitz ermordet. Im Juni 1942 geriet sie, nach dem Attentat auf Reinhard Heydrich, selbst wegen angeblichen Hochverrats und illegaler kommunistischer Tätigkeit in Haft. Sie hatte zionistische Jugendarbeit geleistet und jüdische Jugendliche auf die Ausreise nach Palästina vorbereitet. Nach mehreren Monaten Einzelhaft wurde sie in das Ghetto Theresienstadt gebracht, wo sie den jüdischen Sozialpädagogen und Juristen Berthold Simonsohn kennenlernte, den sie kurz vor der bevorstehenden Deportation nach Auschwitz rituell heiratete (die standesamtliche Trauung folgte im April 1949 in Zürich). Im Oktober 1944 kamen beide nach Auschwitz. Am 9. Mai 1945 wurde sie durch die Rote Armee im KZ Merzdorf, einem Außenlager des Konzentrationslagers Groß-Rosen, befreit. Ihr Mann überlebte den KZ-Außenlagerkomplex Kaufering, eine Außenstelle des KZ Dachau.
Nach dem Krieg arbeitete das Ehepaar Simonsohn für die jüdische Flüchtlingshilfe in der Schweiz. Nach einer Ausbildung zur Krankenschwester behandelte sie in einem Sanatorium in Davos Mitglieder der zionistischen Jugendbewegung, die in den Lagern an Tuberkulose erkrankt waren. Ab 1948 widmete sie sich in Zürich der Betreuung traumatisierter Kinder und Jugendlicher, die durch den Holocaust zu Waisen geworden waren. 1950 zog das Ehepaar zunächst nach Hamburg und 1955 nach Frankfurt am Main, wo Trude Simonsohn im Vorstand der Jüdischen Gemeinde für Sozialarbeit und Erziehungsberatung Verantwortung übernahm. Von 1989 bis 2001 war sie Gemeinderatsvorsitzende.
Seit etwa 1975 berichtete sie regelmäßig als Zeitzeugin (gemeinsam mit Irmgard Heydorn) über ihre Erlebnisse im „Dritten Reich“ an Schulen und in Vereinen und Institutionen. Die Filmemacherin Carmen-Renate Köper drehte 1995 für den Hessischen Rundfunk das Filmportrait Trude Simonsohn – Warum hab ich überlebt?, der Filmemacher Peter de Leuw drehte mit Kameramann Martin Böttner den Film Trude Simonsohn. Ein Leben mit tiefen Abgründen.

## Ehrungen
1993 erhielt sie die Ehrenplakette der Stadt Frankfurt am Main. 1996 wurde Simonsohn mit der Wilhelm-Leuschner-Medaille des Landes Hessen ausgezeichnet. 2010 erhielt sie den Ignatz-Bubis-Preis für Verständigung, 2013 den Erasmus-Kittler-Preis. Am 25. März 2016 wurde anlässlich ihres 95. Geburtstages in Anerkennung ihrer Verdienste um die Erinnerungsarbeit an der Frankfurter Universität ein Hörsaal der Johann Wolfgang Goethe-Universität auf dem Campus Westend im Casinogebäude des IG-Farbenhauses nach Trude Simonsohn benannt. Am 16. Oktober 2016 wurde Trude Simonsohn zur ersten Ehrenbürgerin von Frankfurt am Main ernannt.